# Rosmersholm
Rosmersholm er et skuespil af Henrik Ibsen. Det blev udgivet af Gyldendal i København i 1886. Af mange kritikere regnes Rosmersholm som Ibsens mesterværk. Rosmersholm er blevet beskrevet som et af Ibsens mest komplekse og tvetydige skuespil. Det indeholder både psykologiske og politiske aspekter, og er et skæbnedrama, der ender i undergangen. Skuespillet foregår på Rosmersholm, der beskrives som «en gammel herregård i omegnen af en liden fjordby i det vestlige Norge», og der bebos af den aristokratiske forhenværende præst Johannes Rosmer og hans samleverske Rebekka West.